# Pergine Valdarno
Pergine Valdarno là một đô thị ở tỉnh Arezzo trong vùng Toscana, tọa lạc khoảng 50 km về phía đông nam của Florence và khoảng 15 km về phía tây của Arezzo. Tại thời điểm ngày 31 tháng 12 năm 2004, đô thị này có dân số 3.157 người và diện tích là 46,6 km².
Đô thị Pergine Valdarno có các frazioni (các đơn vị cấp dưới, chủ yếu là các làng) Montalto, Ponticino, Poggio Bagnoli, và Pieve a Presciano.
Pergine Valdarno giáp các đô thị sau: Bucine, Civitella in Val di Chiana, Laterina, Montevarchi, Terranuova Bracciolini.